# Héron strié
Butorides striata
Espèce
Statut de conservation UICN

 LC  : Préoccupation mineure
Le Héron strié (Butorides striata) est une espèce d'oiseaux appartenant à la famille des Ardeidae. Il peuple les régions tropicales d'Amérique, d'Afrique, d'Asie et d'Océanie.
On peut notamment le trouver dans la réserve Aquicuana, située en Bolivie, près de la ville de Riberalta dans le Département de Beni.

## Description
Le Héron strié est un oiseau de taille modeste au sein de sa famille. Il mesure de 40 à 48 cm de longueur pour une envergure de 60 à 70 cm et pèse de 125 à 225 g. La coloration de la tête et du cou ainsi que la taille varient selon les sous-espèces. Il existe un dimorphisme entre le juvénile et l'adulte. Notons au moins que le juvénile a une coloration bien plus mouchetée, tachetée, moins unie, et plus brunâtre. La sous-espèce B. s. brevipes présente une coloration brunâtre assez marquée au niveau du cou et des couvertures alaires.

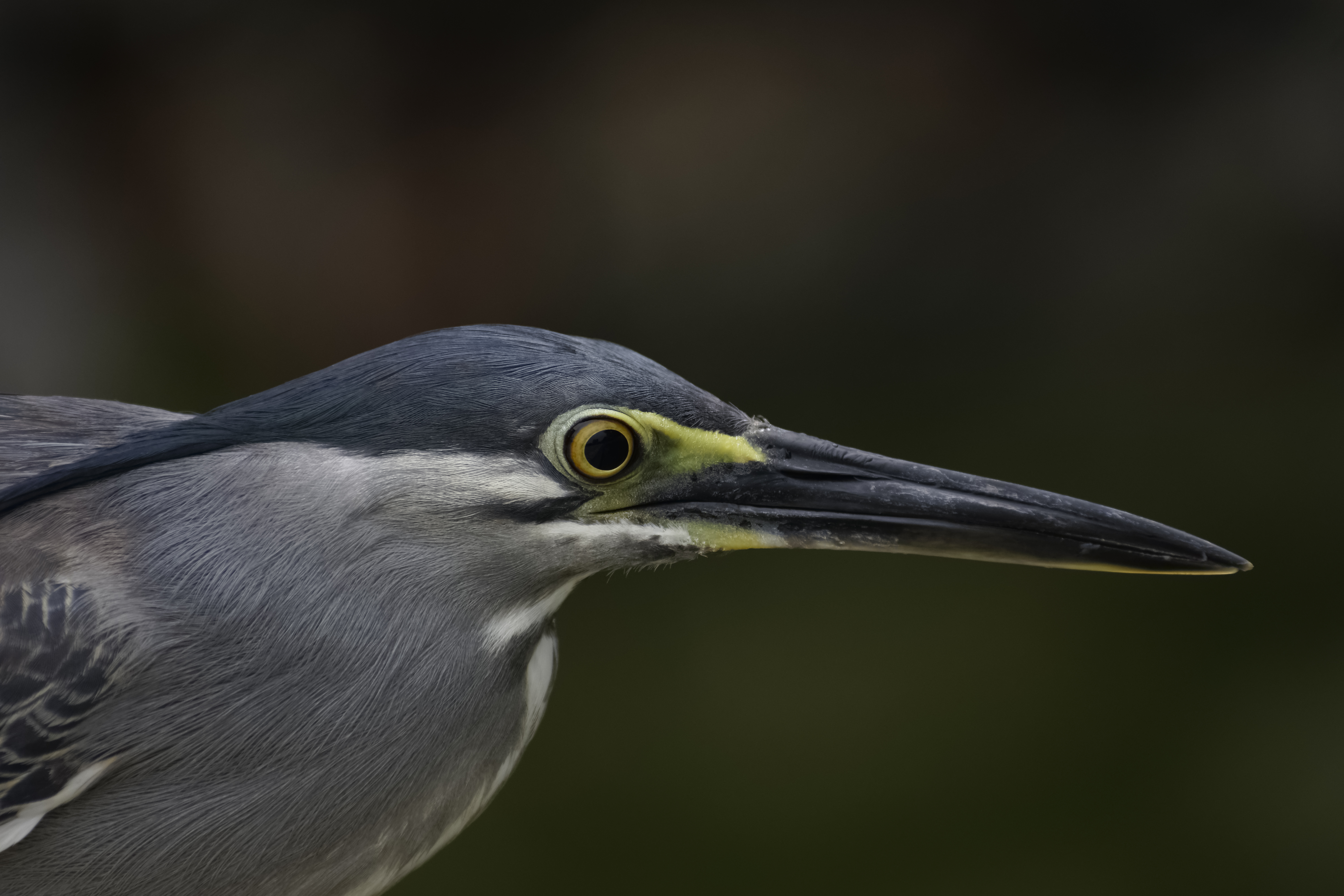
Tête de héron strié.
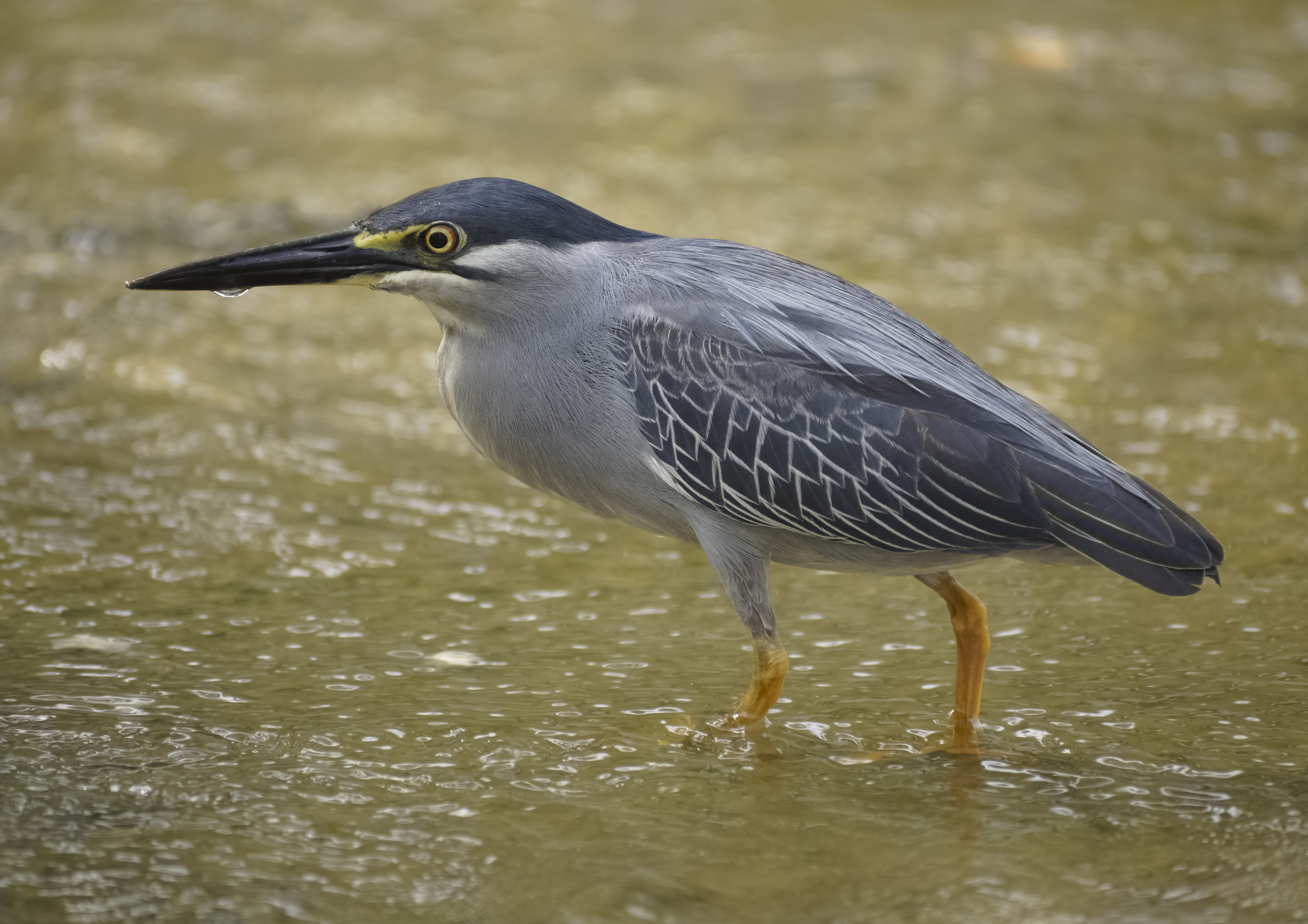
Un héron strié en chasse dans un étang près de Kuala Lumpur. Juillet 2018
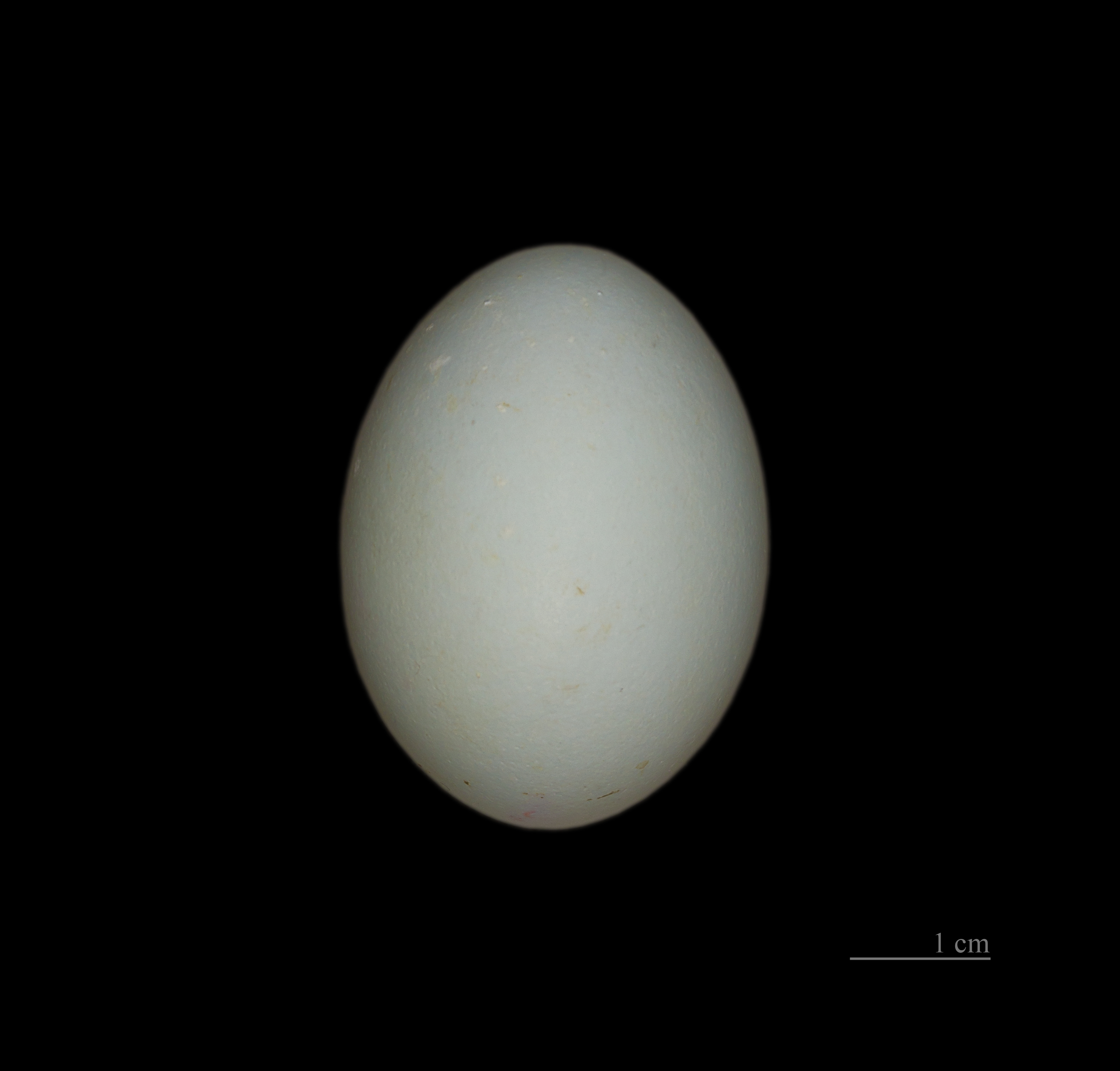
Œuf de Butorides striata – Muséum de Toulouse
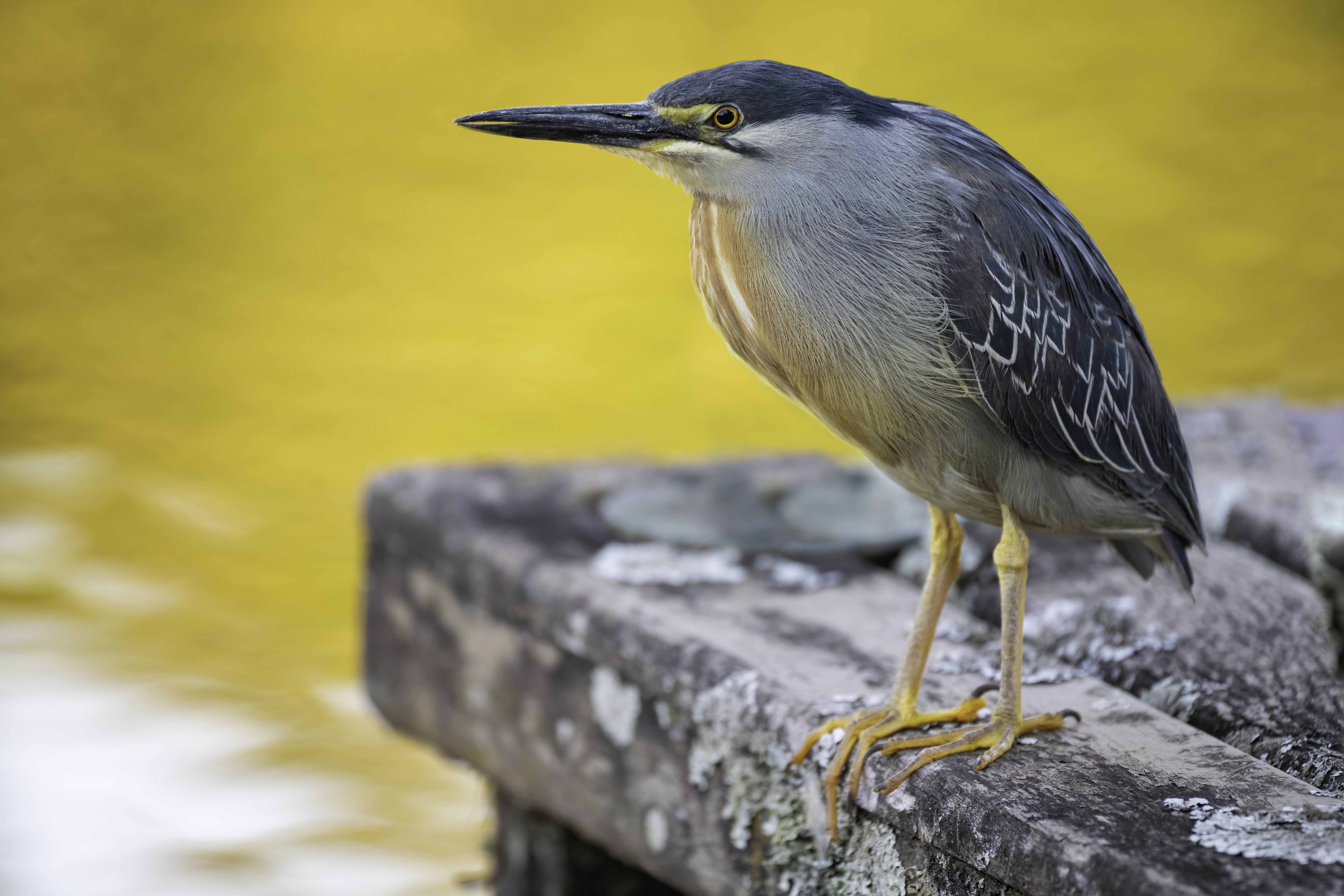
Un héron strié vers Petrópolis, Brésil. Septembre 2023.

## Comportement
Cet oiseau est généralement solitaire et silencieux. Il est actif surtout du crépusculule aux premières heures du jour, mais également en pleine journée en particulier dans les milieux urbanisés. Il vole le plus souvent à basse altitude.

## Répartition et habitat
Cet héron est très largement réparti à travers le monde : Afrique, sauf le Nord-Ouest et le centre de la forêt tropicale congolaise, Amérique du Sud, Proche et Moyen Orient, Asie du Sud et même côtes australiennes,. Le héron strié est un oiseau des zones boisées et des forêts situées en bordure de l'eau. Son habitat préféré est constitué par les côtes et les estuaires bordés de mangroves. Il apprécie aussi beaucoup les zones de végétation dense quand elles sont situées à proximité de lacs ou de rivières.

Carte de répartition de l'espèce. En vert : les zones d'habitat permanent ; en jaune : la zone de nidification.

## Régime alimentaire

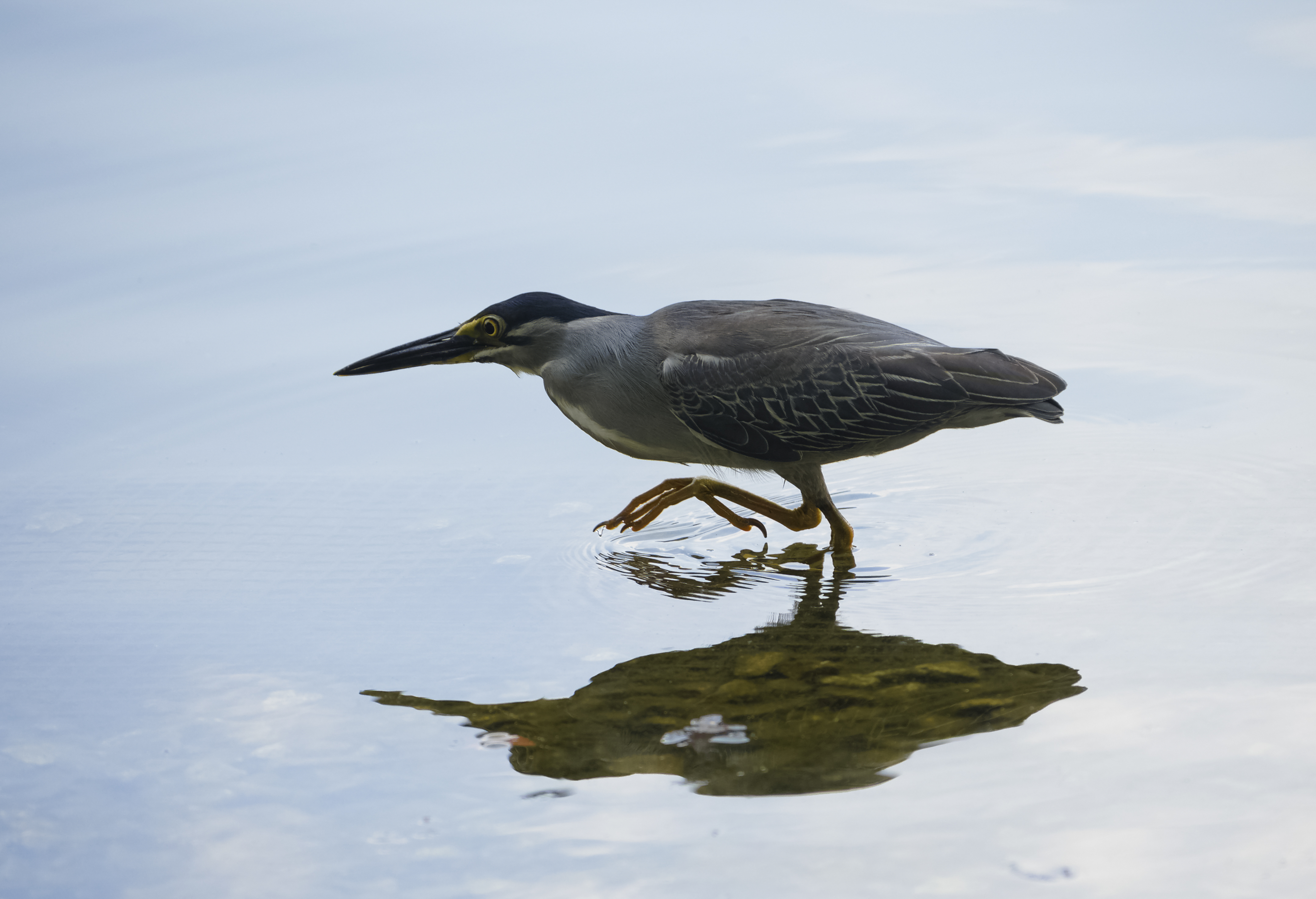
Un héron strié recherchant du poisson. Août 2018.

Le Héron strié se nourrit de poissons, d'insectes, d'araignées, de reptiles et parfois de souris et d'autres petits mammifères.
Cet oiseau est l'un des rares oiseaux connus pour jeter un appât dans l'eau afin de pêcher des poissons. Il dépose sur la surface de l'eau une feuille, une baie, un morceau de pain ou un insecte vivant pour attirer les poissons qu'il capture. Il présente ainsi un exemple d’utilisation d'outil par un animal.

## Systématique
Décrit par Carl von Linné en 1758 sous le nom de Butorides striata

## Statut de conservation
En 2021 (11/2021), l'UICN considère l'espèce comme de préoccupation mineure.

### Noms vernaculaires
Il n'est pas impossible que sous ces dénominations coexistent plusieurs espèces différentes.
- Héron à dos vert
- Héron strié
- Héron vert

### Synonymie
- Butorides striatus (lapsus)
- Butorides spodiogaster

### Sous-espèces
D'après la classification de référence (version 14.1, 2024) de l'Union internationale des ornithologues, le Héron strié possède 21 sous-espèces (ordre philogénique) :
- Butorides striata striata (Linnaeus, 1758) : de l'est du Panama au nord de l'Argentine, Bolivie et Chili ;
- Butorides striata atricapilla (Afzelius, 1804) : Afrique au sud du Sahara ;
- Butorides striata brevipes (Hemprich & Ehrenberg, 1833) : nord-est de l'Afrique et les bords de la Mer Rouge jusqu'au nord du Sinaï ;
- Butorides striata crawfordi Nicoll, 1906 : Aldabra et Amirante;
- Butorides striata rhizophorae Salomonsen, 1934 : Comores ;
- Butorides striata rutenbergi (Hartlaub, 1880) : Madagascar, les Mascareignes ;
- Butorides striata degens Hartert, 1920 : nord-est des Seychelles ;
- Butorides striata albolimbata Reichenow, 1900 : Maldives et archipel des Chagos ;
- Butorides striata amurensis (Schrenck, 1860) : sud-est de la Sibérie, nord-est de la Chine, Japon;
- Butorides striata actophila Oberholser, 1912 : de l'est de la Chine à la Birmanie et au Viêt Nam  ;
- Butorides striata javanica (Horsfield, 1821) : du Pakistan, l'Inde et la Bangladesh à la Thaïlande, Philippines, îles de la Sonde, Célèbes ;
- Butorides striata spodiogaster Sharpe, 1894 : îles Andaman-et-Nicobar ;
- Butorides striata steini (Mayr, 1943) :  Petites îles de la Sondes ;
- Butorides striata moluccarum Hartert, EJO, 1920 : les Moluques ;
- Butorides striata papuensis Mayr, 1940 : nord-ouest de la Nouvelle-Guinée;
- Butorides striata idenburgi Rand, 1941 : nord de la Nouvelle-Guinée;
- Butorides striata flyensis Salomonsen, 1966 : sud de la Nouvelle-Guinée ;
- Butorides striata stagnatilis (Gould, 1848) : côtes du nord-ouest de l'Australie ;
- Butorides striata macrorhyncha (Gould, 1848) : est et nord-est de l'Australie, Nouvelle-Calédonie ;
- Butorides striata solomonensis Mayr, 1940 : de Nouvelle-Hanovre aux îles Salomon et du Vanuatu au Fidji ;
- Butorides striata patruelis (Peale, 1848) : archipel de la Société ;

Butorides striata albidula Bangs, O, 1913 et Butorides striata didi Phillips, WWA & Sims, RW, 1958 sont incluses avec Butorides striata albolimbata, Butorides striata chloriceps (Bonaparte, 1855) est incluse avec Butorides striata javanica, Butorides striata rogersi Mathews, 1911 est incluse avec Butorides striata stagnatilis et Butorides striata littleri Mathews, 1912 est incluse avec Butorides striata macrorhyncha.